# Георг Цахаријас
Георг Цахаријас (Берлин, 14. јун 1884 — Берлин, 31. јул 1953) био је немачки пливач, освајач две олимпијске медаље на Летњим олимпијским играма 1904. Био је члан Вајсенеа 1896.
На Летњим олимпијским играма 1904. у Сент Луису Захаријас је учествовао само у две дисциплине — 100 јарди леђно и 440 јарди прсно. У првој трци освојио је треће место са непознатим резултатом и освојио бронзану медаљу, а у другој је победио резултатом 7:23,6 и освојио златну медаљу.
Године 2002. примљена је у Међународна кућа славних водених спортова.